# Pays-Bas aux Jeux olympiques d'hiver de 1998
Les Pays-Bas participent aux Jeux olympiques d'hiver de 1998, organisés à Nagano au Japon. C'est leur seizième participation aux Jeux olympiques d'hiver. La délégation néerlandaise, formée de 22 athlètes (10 hommes et 12 femmes), obtient onze médailles (cinq d'or, quatre d'argent et deux de bronze) et se classe au sixième rang du tableau des médailles.

## Médaillés
| Médaille                            | Nom             | Discipline          | Épreuve           |
| ----------------------------------- | --------------- | ------------------- | ----------------- |
| Médaille d'or, Jeux olympiques      | Ids Postma      | Patinage de vitesse | 1 000 mètres (H)  |
| Médaille d'or, Jeux olympiques      | Gianni Romme    | Patinage de vitesse | 5 000 mètres (H)  |
| Médaille d'or, Jeux olympiques      | Gianni Romme    | Patinage de vitesse | 10 000 mètres (H) |
| Médaille d'or, Jeux olympiques      | Marianne Timmer | Patinage de vitesse | 1 000 mètres (F)  |
| Médaille d'or, Jeux olympiques      | Marianne Timmer | Patinage de vitesse | 1 500 mètres (F)  |
| Médaille d'argent, Jeux olympiques  | Jan Bos         | Patinage de vitesse | 1 000 mètres (H)  |
| Médaille d'argent, Jeux olympiques  | Ids Postma      | Patinage de vitesse | 1 500 mètres (H)  |
| Médaille d'argent, Jeux olympiques  | Rintje Ritsma   | Patinage de vitesse | 5 000 mètres (H)  |
| Médaille d'argent, Jeux olympiques  | Bob de Jong     | Patinage de vitesse | 10 000 mètres (H) |
| Médaille de bronze, Jeux olympiques | Rintje Ritsma   | Patinage de vitesse | 1 500 mètres (H)  |
| Médaille de bronze, Jeux olympiques | Rintje Ritsma   | Patinage de vitesse | 10 000 mètres (H) |